# Grumman C-2 Greyhound
C-2 Greyhound — это двухмоторный военно-транспортный самолет с высоким расположением крыла, предназначенный для перевозки грузов, почты и персонала на авианосцы ВМС США и обратно (Carrier onboard delivery). Самолет обеспечивает критически важную логистическую поддержку авианосных ударных групп. «Грейхаунды» в основном используются для перевозки высокоприоритетных грузов, таких как реактивные двигатели и грузы специального назначения, почта и пассажиры, между авианосцами и береговыми базами.
Прототип C-2 впервые поднялся в воздух в 1964 году, а производство началось в следующем году. Первые самолеты Greyhound прошли капитальный ремонт в 1973 году. В 1984 году были заказаны самолеты версии C-2A под обозначением Reprocured C-2A или C-2A (R). В 2010 году все самолеты C-2A(R) получили обновленные воздушные винты с четырьмя или восьмью лопастями и обновленную навигационную систему (стеклянная кабина). ВМС США должны начать замену оставшихся 27 C-2A на 38 конвертопланов Bell Boeing CMV-22B Osprey в 2020 году с полным вводом в эксплуатацию в 2028 году.
Всего было построено 58 самолетов.

## Разработка и конструкция

### Конструкция

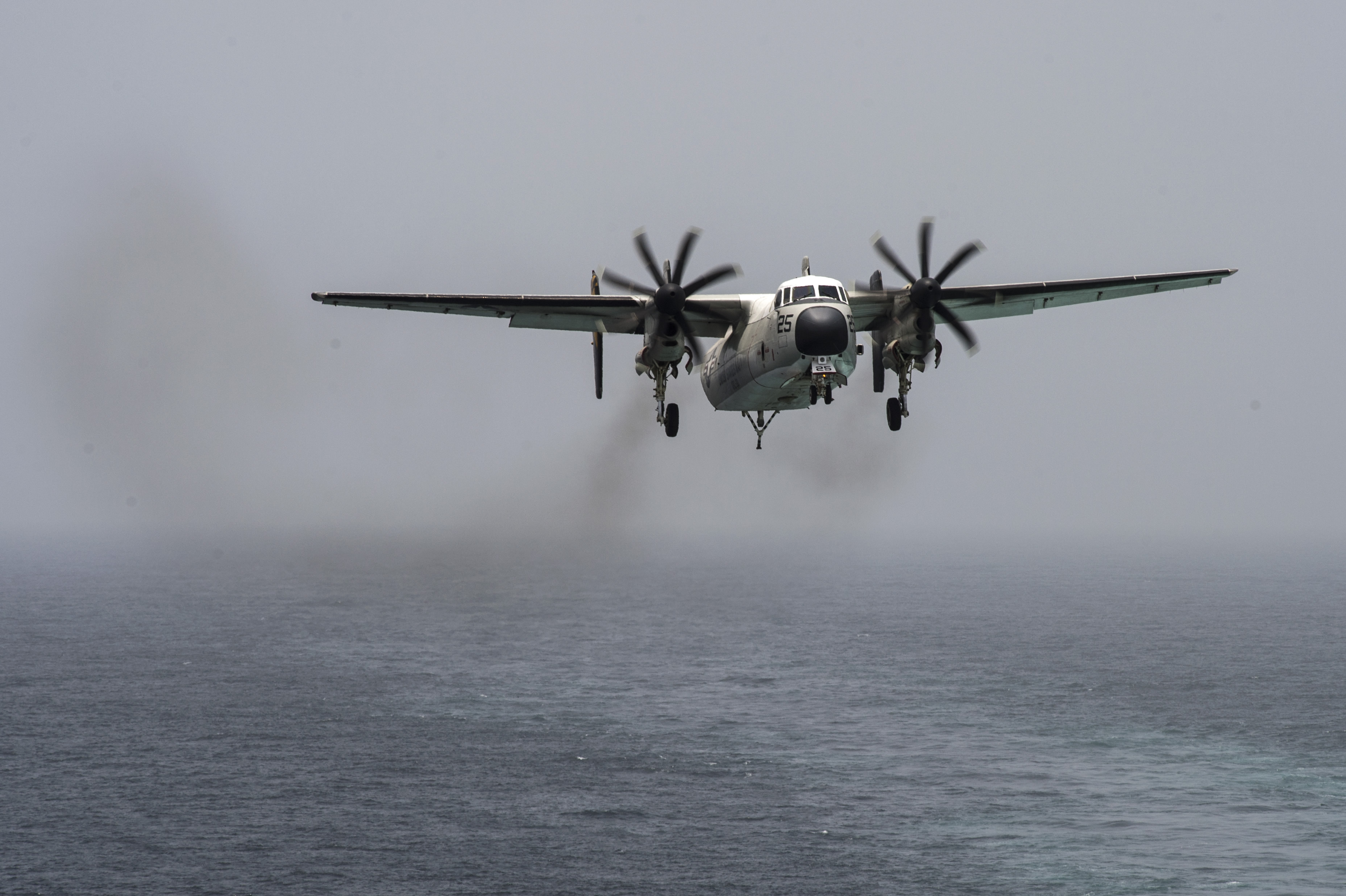
C-2A Greyhound над Оманским заливом в 2013 году

C-2 Greyhound был разработан на основе Northrop Grumman E-2 Hawkeye, имеет такие же складывающиеся крылья и двигатели Allison T56, что и E-2, а также схожие общие самолетные системы. Основные отличия заключаются в расширенном фюзеляже с задней погрузочной рампой. Первый из двух прототипов поднялся в воздух в 1964 году. После успешных испытаний компания Grumman начала серийное производство самолета в 1965 году. C-2 заменил Grumman C-1 Trader с поршневыми двигателями в роли основного военно-транспортного самолета доставки грузов на борт авианосцев. Самолеты C-2A первых серий были отремонтированы и модернизированы для продления срока их эксплуатации в 1973 году.
Оснащенный двумя турбовинтовыми двигателями Allison T56, C-2A может доставлять до 4500 кг грузов или до 28 пассажиров и обычно конфигурируется в смешанном варианте для максимальной эффективности. Он также может быть оборудован для перевозки раненых в миссиях по медицинской эвакуации. Пол грузового отсека усиливался рельсовыми направляющими, многочисленными швартовочными узлами и электротельфером. Кормовая грузовая дверь с интегрированной рампой — пандусом высотой 1,98 м шириной 2,29 м. Дверь для экипажа располагается в носовой части фюзеляжа слева по борту. Некоторые общие детали с E-2 Hawkeye и Grumman A-6 Intrumer  существенно облегчают техническое обслуживание «Грейхаунда».
Крыло трехлонжеронное цельнометаллической конструкции, угол установки крыла у корня — 4 градуса и на концах — 1 градус. При размещении на борту авианосца концевые части крыла на расстоянии порядка 7,8 метров могут складываться, поворачиваясь назад, устанавливаясь вдоль фюзеляжа. Носок крыла крепится при помощи шарниров и может отклоняться для осмотра пневматической противообледенительной системы и проводки системы управления двигателями вверх. С-2 имеет четыре вертикальных стабилизатора, три из которых оснащены рулями направления. Единственный вертикальный стабилизатор, достаточно большой для адекватного управления по курсу, сделал бы самолет слишком высоким, чтобы поместиться на палубе ангара авианосца. Конфигурация с четырьмя стабилизаторами имеет то преимущество, что внешние поверхности руля направления размещаются непосредственно на одной линии с струей от винта, обеспечивая эффективное управление рысканьем вплоть до низких скоростей полета, например, во время взлета и посадки. У внутреннего левого стабилизатора отсутствует руль направления, и его назвали «исполнительным хвостом» (executive tail), поскольку он не имеет связи с тремя другими. Один «Грейхаунд» (бортовой номер 2797) был оборудован штангой дозаправки в воздухе в качестве эксперимента, но на других самолетах он не устанавливался.
Шасси самолета трехопорное, с управляемой двухколесной передней и одноколесными основными стойками. Амортизаторы стоек масляно-пневматические, система выпуска и уборки шасси — гидравлическая. Под хвостовой частью фюзеляжа находится тормозной крюк для посадки на палубу авианосца. С-2A оснащены турбовинтовыми двигателями  Allison T56. С 1988 г. часть самолетов получила двигатели версии T56-A-427 с цифровой системой управления. Воздушные винты производства General Electric или Hamilton Standard — четырехлопастные реверсивные флюгерные с регулятором оборотов. Диаметр винта — 4,11 м.
В 1984 году ВМС заказали 39 новых самолетов C-2A для замены старых бортов. Новый самолет, получивший название Reprocured C-2A или C-2A(R) из-за сходства с оригиналом, имел модернизированный планер и улучшенную авионику. Старые C-2A были сняты с производства в 1987 году, а последняя из новых моделей была поставлена в 1990 году.

### Модернизация

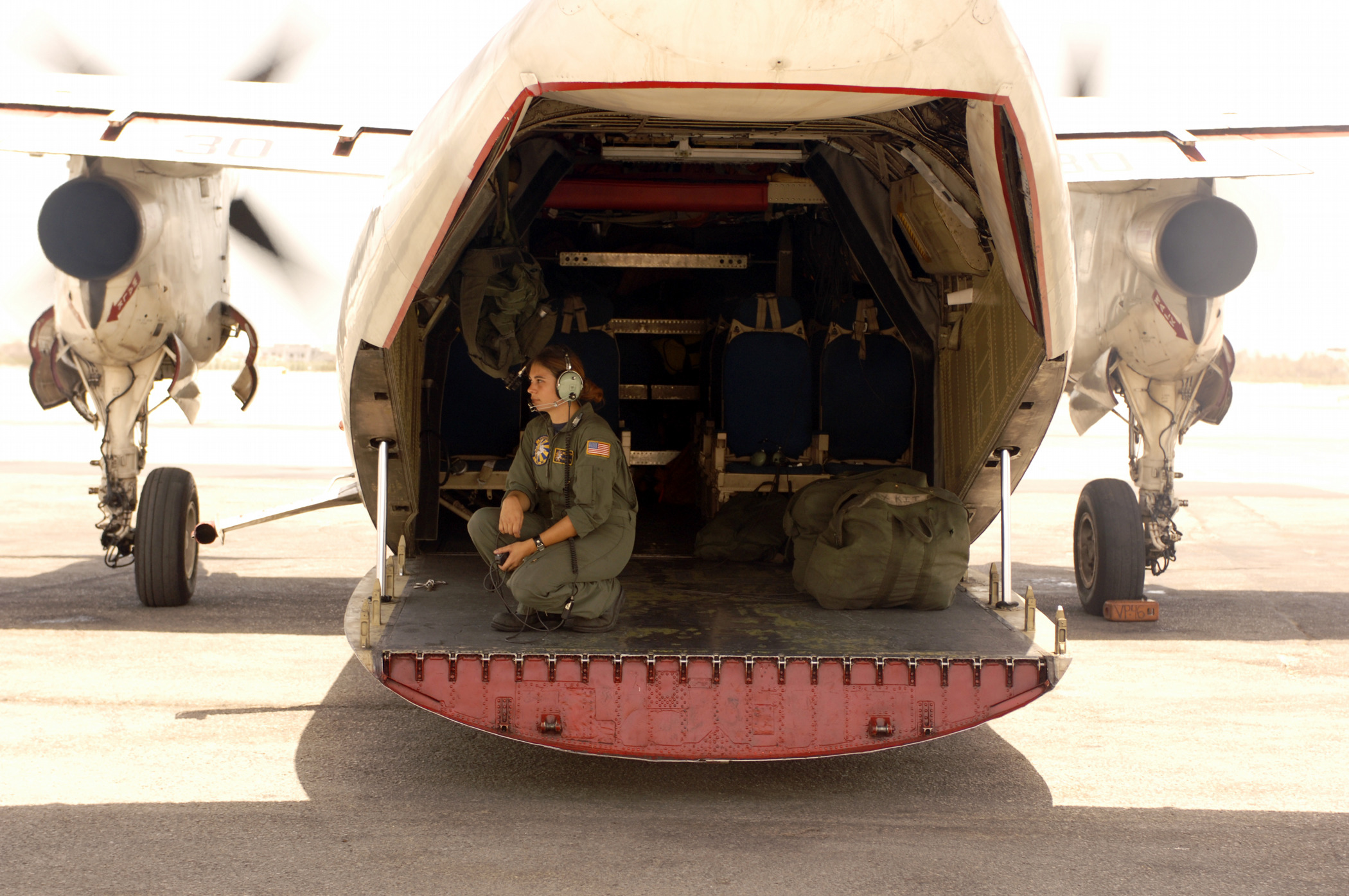
Грузовая кабина «Грейхаунда»

36 самолетов варианта C-2A(R) прошли программу критического продления срока службы (service life extension program - SLEP). Срок службы C-2A(R) составлял 10 000 часов, или 15 000 посадок на авианосец, в планы флота требовали, чтобы C-2A выполнял свою задачу по поддержанию оперативной готовности вплоть до 2015 года. Эксплуатационный предел к этому времени уже приближался, и программа SLEP должна была увеличить прогнозируемый срок службы до 15 000 часов или 36 000 посадок на палубу. После завершения программы продления срока службы  36 самолетов «Грейхаунд» будут эксплуатироваться до 2027 года. SLEP включает в себя структурные улучшения центроплана, восьмилопастной винт NP2000, обновление авионики, включая добавление GPS-приемников и инерциальной навигационной системы палубной авиации AN/ASN-139 (CAINS II), добавление регистраторов авиационных происшествий, устойчивых к авариям, и систему предупреждения о близости земли. Первый модернизированный C-2A(R) покинул военно-морской склад NAVAIR 12 сентября 2005 года, простояв на земле три с половиной года, пока SLEP разрабатывался и устанавливался. Все самолеты должны были получить обновления по программе SLEP к 2015 году.

## История службы
В период с ноября 1985 года по февраль 1987 года эскадрилья VR-24 (бывшая транспортная эскадрилья ВМС) и семь «Грейхаундов» в версии C-2A(R) продемонстрировали высокую боевую готовность самолета. Эскадрилья доставила 910 тонн груза, 910 тонн почты и 14 000 пассажиров на европейских и средиземноморских театрах военных действий за это время. Самолеты C-2A(R) также служили авианосным ударным группам во время операций «Щит пустыни» и «Буря в пустыне» во время войны в Персидском заливе, а также операции «Несокрушимая свобода» во время войны в Афганистане.
2 июня 2011 года ВМС США предоставили в аренду ВМС Франции два самолета C-2A(R) Greyhound из эскадрильи VRC-40. Оба самолета были размещены в аэропорту Тулон-Йер в Йере, для оказания помощи в улучшении логистики и снабжения французского авианосца «Шарль де Голль», действующего в Средиземном море у берегов Ливии в поддержку интервенции НАТО в Ливии. Через 16 дней оба самолета вернулись в США через аэропорт Шеннон в Ирландии 18 июня 2011 года.

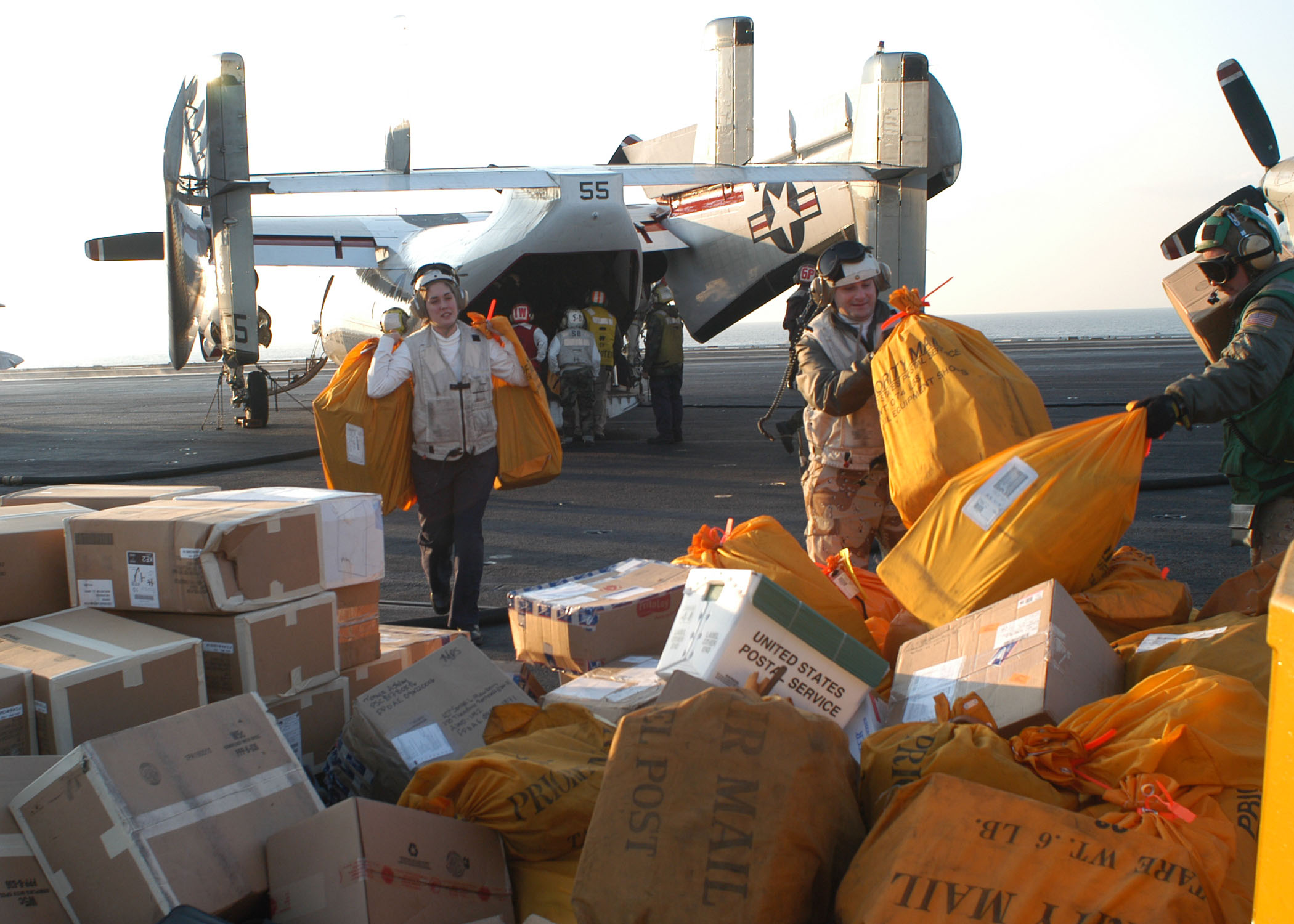
Выгрузка почты из C-2A Greyhound эскадрильи VRC-40 на палубе авианосца USS Theodore Roosevelt (CVN 71)

## Планы замены
В качестве возможной замены C-2 рассматривался проект самолета общей поддержки (Common Support Aircraft), но он так и не был реализован. В сентябре 2009 года ВМС США рассматривали альтернативную возможность замены «Грейхаунду». В качестве замены устаревшим самолетам были предложены три варианта: новая партия модернизированных C-2, транспортная версия Lockheed S-3 Viking или конвертоплан Bell Boeing V-22 Osprey.
«Грейхаунд» конкурировал с V-22 Osprey за право использования основного самолета по программе доставки грузов на борт авианосца (Carrier onboard delivery). Компания Northrop Grumman предложила модернизировать C-2, установив те же крылья, стеклянную кабину и двигатели, что и у E-2D Advanced Hawkeye (усовершенствованную версию Grumman E-2 Hawkeye). Установка двигателей Rolls-Royce T56-427A позволяет сократить расход топлива на 13–15% при том же восьмилопастном винте. Это позволит взлетать с полезной нагрузкой до 4 500 кг и дальности полета более  2600 км.  Использование кабины E-2D позволит сэкономить 10% на логистическом сопровождении в течение всего срока службы этого самолета. Одной из ключевых особенностей «Грейхаунда» является внутренний объем грузового пространства равный 24 кубометрам. В Northrop Grumman заявили, что их подход к модернизации C-2 может стоить гораздо меньше, чем V-22, включая экономию 120 миллионов долларов за счет унификации по системам C-2 и E-2D.
В феврале 2015 года в бюджете ВМС на 2016 финансовый год был утвержден план закупок V-22 Osprey для миссии доставки грузов на борт авианосца, для постепенной замены C-2A. Это стало победой компаний Bell и Boeing, производящей V-22, над Northrop, производившей C-2, и Lockheed Martin, предложившей модифицированную версию своего старого S-3 Viking. Военно-морские силы планировали заказать 44 конвертоплана Osprey под обозначением CMV-22B, поставки начались в 2020 году. Первоначально планировалось вывести «Грейхаунды» из эксплуатации в 2027 году, но этот срок был сокращен до 2024 года. Ожидается, что флот будет полностью переведен на Osprey к 2028 году.

Члены корабельной команды авианосца USS George Washington (CVN 73) закрепляют на палубе C-2A Greyhound, приписанный к 30-й эскадрилье материально-технического обеспечения флота в Южно-Китайском море 4 ноября 2013 года.

## Варианты

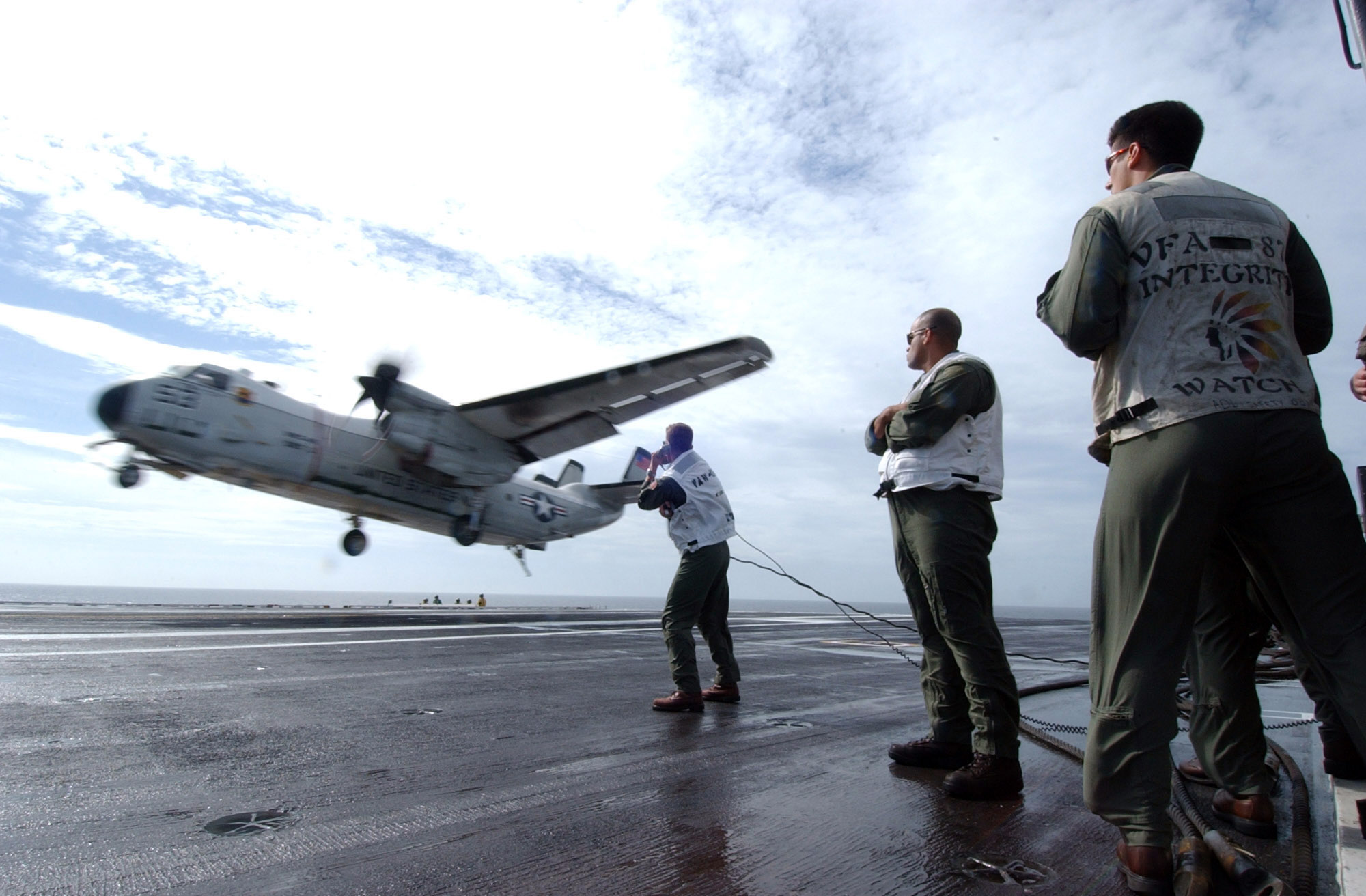
«Грейхаунд» 40-я эскадрильи материально-технического обеспечения флота (VRC-40) садится на палубу авианосца USS Harry S. Truman (CVN 75) в 2004 году

YC-2A
Прототип, два переделаны из E-2A Hawkeye с изменением конструкции фюзеляжа.
C-2A
Серийная модификация, 17 построено.
C-2A(R)
Переделанные C-2A с модернизированными системами, основаны  на модификации E-2C, 39 построено.

## Операторы
- США
- ВМС США
  - 110-я авианосная эскадрилья раннего обнаружения (VAW-110[англ.]) - с 1987 по 1994 годы.
  - 120-я эскадрилья контроля и управления (VAW-120[англ.]) - обучение экипажей самолетов C-2 и E-2 Hawkeye.
  - 30-я эскадрилья материально-технического обеспечения флота (VRC-30[англ.]) - в отличие от большинства других эскадрилий ВМС США, VRC-30 состояла из пяти отдельно названных отрядов, которые были приписаны к разным авианосным авиакрыльям.
  - 40-я эскадрилья материально-технического обеспечения флота (VRC-40[англ.]) - введенная в строй в 1960 году, это одна из двух действующих логистических эскадрилий ВМФ (вторая - VRC-30).
  - 20-я испытательная и оценочная эскадрилья (VX-20[англ.])
  - 50-я флотская логистическая эскадрилья (VRC-50[англ.]) - с 1966 по 1994 годы.

## Происшествия
- 29 апреля 1965 года первый прототип YC-2A (бортовой номер 148147) упал в воду в проливе Лонг-Айленд во время совершения испытательного полета. Все 4 члена экипажа погибли[16].
- 2 июля 1969 года при возвращении  «Грейхаунда» на авиабазу ВМС Куби-Пойнт (Филиппины) с авианосца «Китти Хок» произошел отказ левого двигателя что повело за собой разрушение левого винта. Винт пробил боковую переборку самолета, и, поскольку самолет находился на высоте более 6 000 километров, это привело к потере герметичности корпуса. Несмотря на разгерметизацию и потерю мощности, пилот-лейтенант Питер Монро Кеннеди с экипажем смогли выполнить ряд действий и маневров, снизиться на меньшую высоту и посадить самолет на аэродром. Жертв среди экипажа не было[17].
- 2 октября 1969 года C-2A эскадрильи VRC-50 с шестью членами экипажа и 21 пассажиром разбился в Тонкинском заливе по пути с авиабазы ВМС Куби-Пойнт на авианосец USS Constellation. Самолет упал примерно в 16 км от корабля. Предполагалось, что он упал в море из-за отказа двигателя. Все находившиеся на борту официально числятся пропавшими без вести, поскольку их тела так и не были обнаружены[18].
- 15 декабря 1970 года самолет C-2A приписанный к эскадрилье VRC-50 разбился вскоре после взлета с авианосца USS Ranger, в результате чего погибли все четыре члена экипажа и пять пассажиров[19].
- 12 декабря 1971 года C-2A разбился по пути из авиабазы ВМС Куби-Пойнт в международный аэропорт Таншоннят, в результате чего погибли все четыре члена экипажа и шесть пассажиров[20].
- 29 января 1972 года «Грейхаунд» разбился при попытке приземлиться на авианосец USS Independence в Средиземном море, в результате чего погибли оба члена экипажа[21].
- 16 ноября 1973 года C-2A из-за отказа обоих двигателей упал в море после взлета из международного аэропорта Ханья, в результате чего погибли семь из 10 человек, находившихся на борту[22].
- 22 ноября 2017 года C-2A приписанный к эскадрилье VRC-30 с 11 членами экипажа и пассажирами разбился в водах к юго-востоку от японского острова Окинава в Филиппинском море во время полета к авианосцу USS Ronald Reagan. Восемь из 11 человек были спасены[23][24][25][26]. Самолет находился на дне океана на глубине 5640 м, когда в декабре 2017 года спасательное судно использовало поисковое оборудование, чтобы определить местонахождение аварийного сигнала с борта самолета. В конце мая 2019 года военно-морские силы обнаружили останки трех моряков, находившихся внутри него[27].

## Тактико-технические характеристики
Источник данных: NAVAIR 

Технические характеристики
- Экипаж: 2 человека
- Пассажировместимость: 28 пассажиров или 12 раненых на носилках
- Грузоподъёмность: 4 536 кг
- Длина: 17,3 м
- Размах крыла: 24,56 м
- Высота: 4,85 м
- Площадь крыла: 65 м²
- Коэффициент удлинения крыла: 9,27
- База шасси: 7,06 м
- Колея шасси: 5,94 м
- Масса пустого: 15 310 кг
- Нормальная взлётная масса: 22 405 кг
- Максимальная взлётная масса: 24 655 кг
- Масса полезной нагрузки: 9 350 кг
- Объём топливных баков: 6 904 л
- Силовая установка: 2 × ТВД Allison T56-A-425
- Мощность двигателей: 2 × 4 800 л.с. (2 × 3 400 кВт)
- Воздушный винт: четырехлопастной Hamilton Standart 54460-1
- Диаметр винта: 4,1 м

Лётные характеристики
- Максимальная скорость: 553 км/ч на 3 660 м
- Крейсерская скорость: 465 км/ч на 8 750 м
- Скорость сваливания: 152 км/ч
- Практическая дальность: 2 400 км
- Практический потолок: 9 144 м
- Скороподъёмность: 16,26 м/с
- Нагрузка на крыло: 378,9 кг/м²